# Svarttjärnen (Hällefors socken, Västmanland, 665543-143118)
Svarttjärnen är en sjö i Hällefors kommun i Västmanland och ingår i Göta älvs huvudavrinningsområde. Sjöns area är 0,022 kvadratkilometer och den befinner sig 294 meter över havet.